# Dustin Wood
Dustin Wood (* 21. Mai 1981 in Scarborough, Ontario) ist ein ehemaliger kanadischer Eishockeyspieler, der in Europa vor allem in zweit- und drittklassigen Ligen spielte.

## Karriere
Dustin Wood begann seine Karriere bei den Peterborough Petes in der kanadischen Ontario Hockey League, für die er bis 2002 spielte. Die erste Profistation nach der Juniorenliga waren die Trenton Titans aus der East Coast Hockey League, für die der Linksschütze in seiner Debütsaison zum punktbesten Abwehrspieler avancierte. Nach diversen Stationen in der American Hockey League kam Wood zur Saison 2007/08 nach Deutschland zum ERC Ingolstadt.
In der Saison 2008/09 spielte Wood für die Kassel Huskies. Zur folgenden Saison wechselte der Kanadier nach Südkorea zu Anyang Halla, mit denen er 2010 und 2011 die Meisterschaft der Asia League Ice Hockey gewann. Anschließend spielte er in der EIHL für Coventry Blaze, HK Arystan Temirtau und HK Arlan Kökschetau in Kasachstan, den EHC Lustenau und den HSC Csíkszereda.

## Erfolge und Auszeichnungen
- 2010 Asia-League-Ice-Hockey-Meister mit Anyang Halla
- 2011 Asia League Ice Hockey-Meister mit Anyang Halla

## Karrierestatistik
(Legende zur Spielerstatistik: Sp oder GP = absolvierte Spiele; T oder G = erzielte Tore; V oder A = erzielte Assists; Pkt oder Pts = erzielte Scorerpunkte; SM oder PIM = erhaltene Strafminuten; +/− = Plus/Minus-Bilanz; PP = erzielte Überzahltore; SH = erzielte Unterzahltore; GW = erzielte Siegtore; 1 Play-downs/Relegation; Kursiv: Statistik nicht vollständig)